# Куршська затока
Ку́ршська зато́ка (лит. Kuršių marios, рос. Куршский залив) — затока-лагуна Балтійського моря. Відокремлена від моря Куршською косою. Протока, що з'єднує затоку з морем, розташована біля литовського міста Клайпеда. Акваторія затоки розділена між Литвою і Росією. Більша частина акваторії (1,3 тис. км² з 1,6 тис. км²) належить Росії. Площа затоки — 6,2 км³.
У затоку впадає багато річок, найбільша з них — Німан. Щорічний стік річок у затоку становить 25,1 км³, з них 21,0 км³ припадає на Німан. З опадами затока щорічно отримує 1,0 км³, з випаровуванням втрачає 0,5 км³. Таким чином, щорічно обсяг отриманої затокою води перевищує її власний обсяг у чотири рази. Тому вода в затоці прісна, а її рівень перевищує рівень моря на 12—15 см. Надлишки води через протоку скидаються в море.

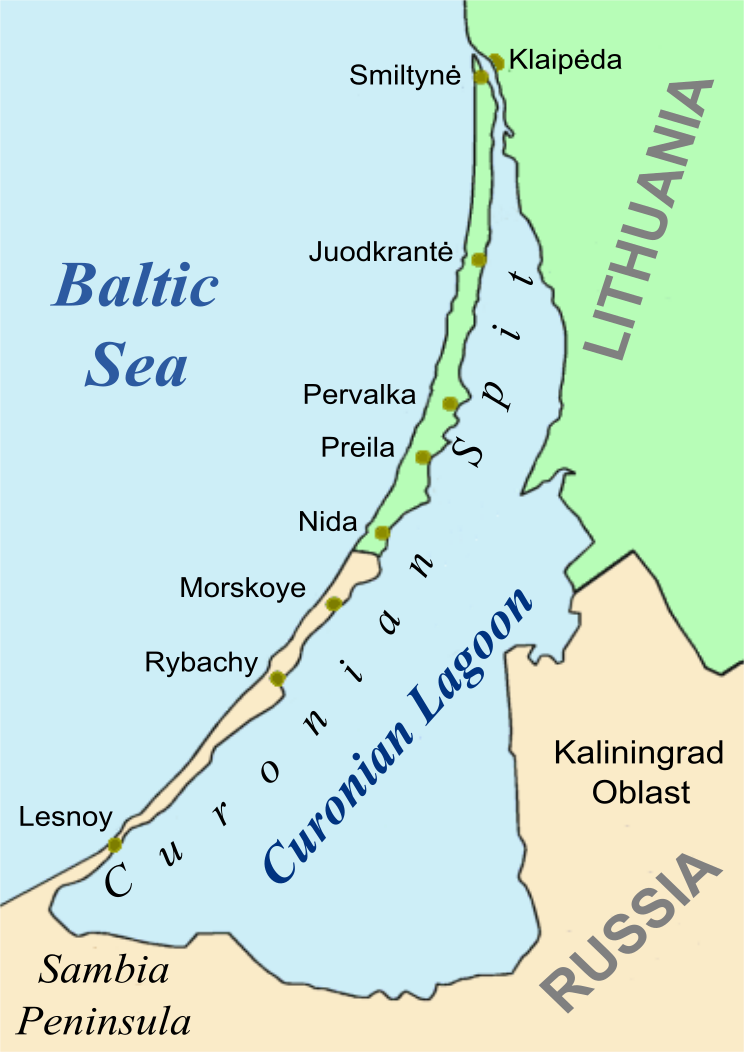
Куршська коса й затока

Затока багата на рибу, тут ловляться лящ, судак, а також типово прісноводні риби: плітка, снеток, окунь, йорж.
Береги затоки (окрім Куршської коси) низинні, в Славському районі Калінінградської області (Росія) береги розташовані нижче рівня затоки і відгороджені від неї дамбами; таким чином, вони є польдерами.

## Дивись також
- Віслинська затока
- Дельта Німана